# Dilan Qela
Dilan Qela (sinh ngày 7 tháng 8 năm 1998) là một cầu thủ bóng đá người Thụy Sĩ thi đấu ở vị trí tiền vệ cho Neuchâtel Xamax.

## Đời sống cá nhân
Qela sinh ra ở Thụy Sĩ, và có gốc Kosovo.